# Біблійні заповіді

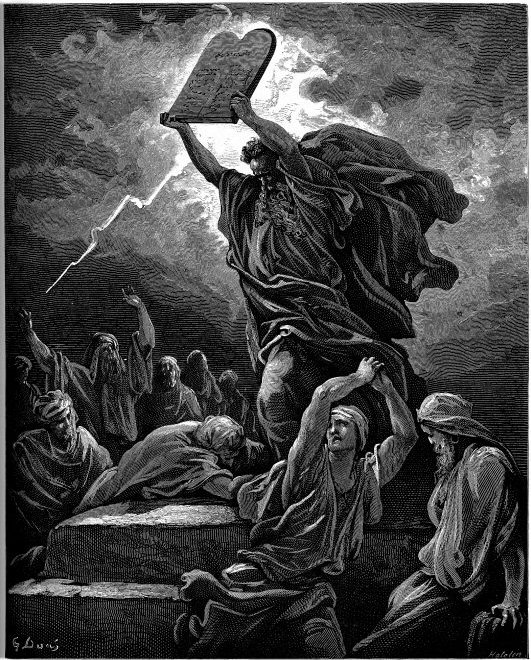
Мойсей зі Скрижалями. Густав Доре

Біблійні заповіді ( завіт, договір ) - заповіді Бога з людьми які виникали з договору між ними і записані в Святому Письмі. Порушення людьми заповідей визначається як гріх і означає розірвання домовленості і відпадіння від Бога.
За біблійними переказами між Богом і людьми було кілька договорів:
1. Завіт з Адамом. Викладений в книзі Буття. Порушення цього договору стало причиною перворідного гріха.
2. Ноїв заповіт. ( Бут. 9:1-17).
3. Авраамів завіт. ( Бут. 17:1-18).
4. Моїсеєв заповіт. Викладений в Книгах Вихід, Левіт, Числа та Второзаконня.
5. Давидів Завіт. Записано в Другій Книзі царів. Глава 7.
6. Ісусів завіт. (Лк. 22:20).

У 12 столітті Маймонід написав книгу «Sefer mitzvot» в якій перерахував всі заповіді написані в Старому Заповіті ( Танахі), забезпечивши їх докладними коментарями. Вони більш відомі як 613 заповідей ( міцвот).